# Debeljača
Debeljača (izvirno srbsko Дебељача; madžarsko Torontálvásárhely) je naselje v Srbiji, ki upravno spada pod Občino Kovačica; slednja pa je del Južnobanatskega upravnega okraja.

## Demografija
V naselju živi 4201 polnoletni prebivalec, pri čemer je njihova povprečna starost 39,6 let (37,6 pri moških in 41,6 pri ženskah). Naselje ima 1959 gospodinjstev, pri čemer je povprečno število članov na gospodinjstvo 2,72.
Prebivalstvo je večinoma nehomogeno, a v času zadnjih treh popisov je opazno zmanjšanje števila prebivalcev.
|  |

| Demografija | Demografija     | Demografija     |
| Leto        | Št. prebivalcev | Št. prebivalcev |
| ----------- | --------------- | --------------- |
|             |                 |                 |
|             |                 |                 |
|             |                 |                 |
|             |                 |                 |
| 1948        | 6143            |                 |
| 1953        | 6433            |                 |
| 1961        | 6789            |                 |
| 1971        | 6413            |                 |
| 1981        | 6413            |                 |
| 1991        | 5734            | 5596            |
| 2002        | 5496            | 5325            |
|             |                 |                 |

| Etnična sestava po popisu iz leta 2002 | Etnična sestava po popisu iz leta 2002 | Etnična sestava po popisu iz leta 2002 | Etnična sestava po popisu iz leta 2002 | Etnična sestava po popisu iz leta 2002 |
| -------------------------------------- | -------------------------------------- | -------------------------------------- | -------------------------------------- | -------------------------------------- |
| Madžari                                | Madžari                                |                                        | 2.836                                  | 53,25%                                 |
| Srbi                                   | Srbi                                   |                                        | 1.735                                  | 32,58%                                 |
| Jugoslovani                            | Jugoslovani                            |                                        | 196                                    | 3,68%                                  |
| Romi                                   | Romi                                   |                                        | 170                                    | 3,19%                                  |
| Slovaki                                | Slovaki                                |                                        | 85                                     | 1,59%                                  |
| Hrvati                                 | Hrvati                                 |                                        | 39                                     | 0,73%                                  |
| Črnogorci                              | Črnogorci                              |                                        | 20                                     | 0,37%                                  |
| Makedonci                              | Makedonci                              |                                        | 13                                     | 0,24%                                  |
| Romuni                                 | Romuni                                 |                                        | 7                                      | 0,13%                                  |
| Albanci                                | Albanci                                |                                        | 7                                      | 0,13%                                  |
| Nemci                                  | Nemci                                  |                                        | 5                                      | 0,09%                                  |
| Muslimani                              | Muslimani                              |                                        | 4                                      | 0,07%                                  |
| Slovenci                               | Slovenci                               |                                        | 3                                      | 0,05%                                  |
| Rusi                                   | Rusi                                   |                                        | 3                                      | 0,05%                                  |
| Rusini                                 | Rusini                                 |                                        | 2                                      | 0,03%                                  |
| Ukrajinci                              | Ukrajinci                              |                                        | 1                                      | 0,01%                                  |
| Bolgari                                | Bolgari                                |                                        | 1                                      | 0,01%                                  |
| Neznano                                | Neznano                                |                                        | 13                                     | 0,24%                                  |